# Doryctes pyrrhus
Doryctes pyrrhus är en stekelart som beskrevs av Marsh 1969. Doryctes pyrrhus ingår i släktet Doryctes och familjen bracksteklar. Inga underarter finns listade i Catalogue of Life.